# 渥美洋正征
渥美洋 正征（あつみなだ まさゆき、1945年12月25日 - ）は、愛知県渥美郡渥美町（現在の田原市）出身で伊勢ヶ濱部屋に所属した元大相撲力士。本名は川合 正征（かわい まさゆき）。182cm、93kg。最高位は東十両12枚目。得意技は右四つ、突き。

## 経歴
1961年5月場所初土俵、長い幕下生活の末1971年7月場所に十両昇進。その場所は5勝10敗と負け越し1場所で幕下へ陥落したが翌1972年3月場所で再度十両に昇進。しかし、十両に在位したのはこの2場所のみで勝ち越すことはなかった。幕下下位で途中休場した1974年1月場所限りで廃業。四股名は当初本名であったが、後に地元にちなんだ現在の四股名に改名。1971年1月に同期会を開いたところ、7月場所限りで廃業する旨を両親に吐露するに至った。ところが3月場所に幕下優勝を果たし、引退を考えていた7月場所に関取となった。

## 主な成績
- 通算成績：274勝263敗5休 勝率.510
- 十両成績：12勝18敗 勝率.400
- 現役在位：77場所
- 十両在位：2場所
- 各段優勝
  - 幕下優勝：1回（1971年3月場所）

### 場所別成績
| | 一月場所 初場所（東京） | 三月場所 春場所（大阪） | 五月場所 夏場所（東京） | 七月場所 名古屋場所（愛知） | 九月場所 秋場所（東京） | 十一月場所 九州場所（福岡） |
| --- | ----------------------- | ----------------------- | ----------------------- | --------------------------- | ----------------------- | --------------------------- |
| 1961年 （昭和36年） | x                       | x                       | （前相撲）              | （前相撲）                  | 西序ノ口21枚目 5–2      | 東序二段34枚目 2–5          |
| 1962年 （昭和37年） | 東序二段57枚目 4–3      | 西序二段21枚目 5–2      | 西序二段9枚目 2–5       | 西序二段26枚目 3–4          | 東序二段36枚目 4–3      | 西序二段9枚目 4–3           |
| 1963年 （昭和38年） | 西三段目92枚目 3–4      | 東序二段19枚目 6–1      | 西三段目61枚目 3–4      | 西三段目74枚目 3–4          | 西三段目86枚目 4–3      | 西三段目58枚目 5–2          |
| 1964年 （昭和39年） | 西三段目32枚目 3–4      | 西三段目37枚目 5–2      | 西三段目12枚目 4–3      | 西三段目5枚目 4–3           | 東幕下92枚目 3–4        | 東三段目筆頭 4–3            |
| 1965年 （昭和40年） | 東幕下86枚目 4–3        | 西幕下74枚目 3–4        | 西幕下80枚目 6–1        | 東幕下47枚目 4–3            | 東幕下42枚目 4–3        | 西幕下37枚目 3–4            |
| 1966年 （昭和41年） | 東幕下41枚目 2–5        | 西幕下57枚目 5–2        | 東幕下42枚目 2–5        | 東幕下62枚目 3–4            | 東幕下65枚目 5–2        | 西幕下47枚目 4–3            |
| 1967年 （昭和42年） | 西幕下40枚目 4–3        | 西幕下33枚目 3–4        | 西幕下46枚目 5–2        | 東幕下28枚目 3–4            | 東幕下35枚目 1–6        | 東幕下60枚目 4–3            |
| 1968年 （昭和43年） | 東幕下53枚目 3–4        | 東三段目2枚目 2–5       | 西三段目22枚目 4–3      | 西三段目13枚目 4–3          | 東三段目3枚目 3–4       | 東三段目10枚目 2–5          |
| 1969年 （昭和44年） | 西三段目22枚目 5–2      | 西三段目2枚目 5–2       | 東幕下43枚目 5–2        | 東幕下27枚目 3–4            | 東幕下32枚目 2–5        | 東幕下48枚目 4–3            |
| 1970年 （昭和45年） | 西幕下42枚目 4–3        | 西幕下34枚目 3–4        | 東幕下41枚目 4–3        | 東幕下33枚目 3–4            | 西幕下40枚目 3–4        | 東幕下44枚目 4–3            |
| 1971年 （昭和46年） | 東幕下36枚目 4–3        | 西幕下28枚目 優勝 7–0   | 西幕下筆頭 5–2          | 東十両12枚目 5–10           | 西幕下5枚目 4–3         | 東幕下3枚目 4–3             |
| 1972年 （昭和47年） | 東幕下筆頭 4–4          | 西十両13枚目 7–8        | 西幕下筆頭 3–4          | 西幕下3枚目 4–3             | 東幕下筆頭 1–6          | 東幕下15枚目 4–3            |
| 1973年 （昭和48年） | 東幕下13枚目 3–4        | 西幕下18枚目 3–4        | 西幕下23枚目 4–3        | 東幕下18枚目 1–6            | 西幕下37枚目 3–4        | 東幕下48枚目 3–4            |
| 1974年 （昭和49年） | 西幕下60枚目 引退 1–1–5 | x                       | x                       | x                           | x                       | x                           |
| 各欄の数字は、「勝ち-負け-休場」を示す。 優勝 引退 休場 十両 幕下 三賞：敢=敢闘賞、殊=殊勲賞、技=技能賞 その他：★=金星 番付階級：幕内 - 十両 - 幕下 - 三段目 - 序二段 - 序ノ口 幕内序列：横綱 - 大関 - 関脇 - 小結 - 前頭（「#数字」は各位内の序列） |                         |                         |                         |                             |                         |                             |

## 改名歴
- 川合 正征（かわい まさゆき）1961年5月場所 - 1966年7月場所
- 渥美洋 正征（あつみなだ まさゆき）1966年9月場所 - 1974年1月場所